# Sospiro
Sospiro är en ort och kommun i provinsen Cremona i regionen Lombardiet i Italien. Kommunen hade 3 096 invånare (2018).